# Metachromadora setosa
Metachromadora setosa is een rondwormensoort uit de familie van de Desmodoridae. De wetenschappelijke naam van de soort is voor het eerst geldig gepubliceerd in 1961 door Hopper.